# Округ Робертс (Јужна Дакота)
Округ Робертс (енгл. Roberts County) је округ у америчкој савезној држави Јужна Дакота.

## Демографија
По попису из 2010. године број становника је 10.149, што је 133 (1,3%) становника више него 2000. године.
| Група             | 2000.         | 2010.         |
| Белци             | 6.821 (68,1%) | 6.238 (61,5%) |
| Афроамериканци    | 10 (0,1%)     | 11 (0,1%)     |
| Азијати           | 21 (0,2%)     | 21 (0,2%)     |
| Хиспаноамериканци | 63 (0,6%)     | 126 (1,2%)    |
| Укупно            | 10.016        | 10.149        |